# گویمته
گویمته (به لاتین: Guaymate) یک منطقهٔ مسکونی در جمهوری دومینیکن است که در استان لا رومانا واقع شده‌است. گویمته ۳۰۹٫۸۰ کیلومتر مربع مساحت و ۲۶٬۱۳۳ نفر جمعیت دارد.